# Slaget ved Heiligerlee (1568)
Slaget ved Heiligerlee (Heiligerlee, Groningen, 23. maj 1568) blev kæmpet mellem hollandske oprørere og den spanske hær i Friesland. Dette var den første hollandske sejr i Firsårskrigen.
Groningen-provinsen i de spanske nederlande blev invaderet af en hær bestående af 3.900 infanterister ledet af Louis af Nassau og 200 kavalerister ledet af Adolf af Nassau. Begge var brødre til Vilhelm den Tavse. Hensigten var at starte en væbnet oprør mod de spanske herskere i Nederlandene.
Stadtholderen i Friesland og også hertug af Aremberg, Johan de Ligne, havde en hær på 3.200 infanterister og 20 kavalerister.
Aremberg undgik oprindeligt konfrontation og afventede forstærkninger fra greven af Meghem. Men den 23. maj lokkede Adolfs kavaleri ham til et baghold ved Heiligerlees kloster. Louis' infanteri, der udgjorde størstedelen af hæren, besejrede den spanske hær, som mistede 1.500-2.000 mænd, mens den invaderende hær mistede 50, herunder Adolf. Oprørerne erobrede syv kanoner.
Den invaderende styrke erobrede dog ingen byer og blev hurtigt besejret ved Slaget ved Jemmingen.
Adolfs Nassaus død er nævnt i den hollandske nationalsang (i 4. vers):
"Graef Adolff er ghebleven, i Vriesland i den slaech"
("Grev Adolf blev tilbage i Friesland i kampen")